# Stárnutí populace
Stárnutí populace je jev, který spočívá ve zvyšování podílu starých lidí v populaci. Příčinou tohoto jevu je demografická revoluce a konkrétně potom pokles porodnosti a současně prodlužování naděje dožití (tzv. střední délka života). Stárnutí populace se měří za pomoci Sauvyho indexu stáří (is), což je podíl postreprodukční (P50+) a dětské složky (P0-14) obyvatelstva uváděný v procentech.
{\displaystyle i_{xs}={\frac {P_{50+}}{P_{0-14}}}\cdot 100}
Důvodem zájmu o sledování stárnutí populace jsou sociální a ekonomické důsledky tohoto jevu, protože dochází ke zvýšení podílu ekonomicky neaktivních osob v populaci. Opakem je proces mládnutí populace, které je způsobeno převážně zvýšením úrovně porodnosti.

## Porodnost a úmrtnost
Úmrtnost neboli také řečeno mortalita může být definována jako ukazatel, jenž vyjadřuje určitý počet zemřelých lidí v dané populaci s časovým intervalem k počtu osob určitého populačního celku v riziku (střední stav populace).
Podle Českého statistického úřadu (ČSÚ) v roce 2013 zemřelo celkem 109 160 lidí. Z toho 55 098 byli muži a zbylých 54 062 činily ženy. Kdežto v roce 1989 bylo v České republice 127 747 úmrtí. Prodlužování života můžeme také vidět u postupně rostoucí se míry naděje dožití. Ta u mužů narozených v roce 1989 činila hodnotu 68 let a u žen 75 let. V roce 2013 se naděje dožití při narození ženy vystoupala ve věk 81 let, u mužů pak ve věk 75 let.

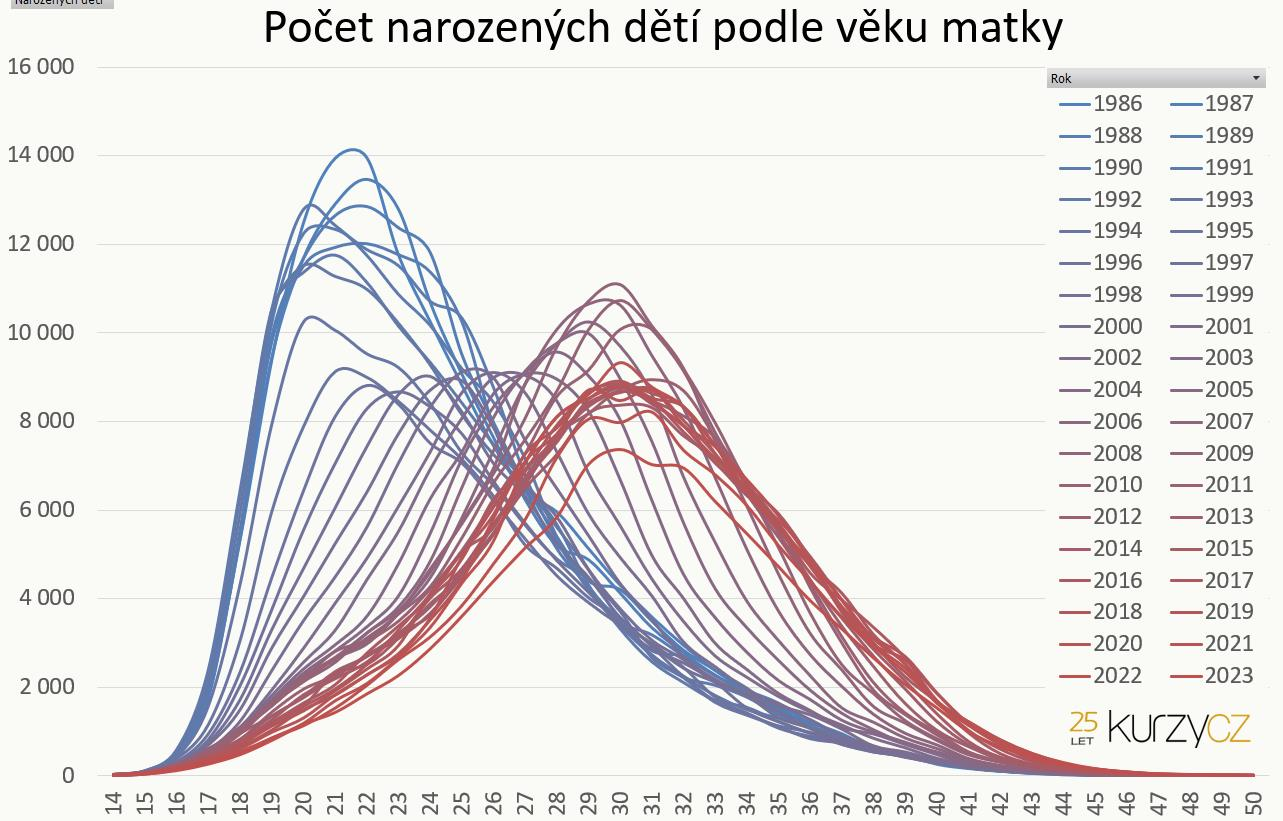
Počet porodů dle věku matky

Porodnost v České republice v roce 2013 dosáhla míry 106 751 živě narozených dětí. Chlapců se narodilo 54 702 a děvčat 52 049. Zde došlo naopak k snížení, neboť v roce 1989 bylo narozeno 128 356 živých dětí. Ovšem průměrný věk matky při narození dítě se zvyšuje, v roce 1989 ženy rodily nejčastěji ve věku 24,8 let, kdežto v roce 2013 už je průměrný věk matky 29,9 let. Roste věk i s početím prvního dítě, v roce 1989 bylo matkám prvorodičkám v průměru 22,5 let, v roce 2013 průměrný věk prvorodiček je 28,1 let.
Z výsledků tak můžeme říci, že docházíme k jevu, kdy starých lidí přibývá a napříč tomu se rodí méně dětí než kdysi.

## Budoucí vývoj obyvatelstva ve světě a v ČR
Demografické stárnutí se bude v brzké budoucnosti týkat značného počtu států Evropy a Asie. Během následujících dvaceti let se mnoho evropských a asijských států dočká situace, kdy nejpočetnější věkovou skupinu obyvatelstva budou tvořit lidé starší 65 let a průměrný věk obyvatel bude téměř 50 let.
Stárnutím obyvatelstva se na světové úrovni zabývá mimo jiné OECD (Organizace pro hospodářskou spolupráci a rozvoj). Podle zprávy OECD je stárnutí obyvatelstva vidět na zvyšování poměru obyvatel ve věku 65 a více na obyvatele ve věku 20–64 let. V roce 2000 byl tento poměr průměrně v zemích Evropské unie téměř 30 % a očekává se jeho nárůst v roce 2025 na 40 % a v roce 2050 dokonce 55 %. Podle této zprávy je vidět, že nejhorší bude situace v Japonsku. Přestože poměr obyvatelstva byl v roce 2000 srovnatelný s průměrem zemí Evropské unie, do roku 2025 se očekává poměr lidí starších 65 let k lidem ve věku 20–64 let 50 % a do roku 2050 dokonce ještě vyšší (70 %). Oproti tomu populace ve Spojených státech amerických roste méně rapidně. V roce 2000 byl poměr 20 %. Do roku 2025 se nárůst předpokládá na 32 % a do roku 2050 na necelých 40 %.
Podle Organizace spojených národů (OSN), která se tématem také zabývá, je stárnutí populace všudypřítomné, jedná se o celosvětový fenomén, přestože se různé země nacházejí v nejrůznějších fázích procesu a tempo změn se u jednotlivých zemí liší. Navíc také stárnutí nemá obdoby v lidské historii a má dalekosáhlé důsledky na mnoho aspektů lidského života.
Stárnutí obyvatelstva se týká také České republiky. Očekává se, že tento proces nabere na intenzitě mezi lety 2011–2017, kdy silné poválečné ročníky přehoupnou přes hranici 65 let. V roce 2050 by se pak průměrný věk v ČR mohl pohybovat mezi 48 a 50 lety. Očekává se tak, že stárnutí obyvatelstva bude stěžejním rysem populačního vývoje v České republice.

## Dopady na sociální politiku
Nejvýznamnější dopad bude mít stárnutí populace na důchodovou politiku, neboť počet seniorů stále roste (v roce 2012 16 % české populace) a důsledkem toho bude i to, že bude přibývat více nároků na starobní důchod.
Demografické studie uvádějí, že míra závislosti u starších lidí bude v roce 2050 až ztrojnásobená oproti nynější situaci. Což znamená, že na necelého 1,5 člověka v ekonomicky aktivním věku bude připadat jedna osoba starší věku 65 let, to je významný rozdíl v porovnání s rokem 2003, kdy připadalo cca 5 osob v ekonomicky aktivním věku na jednoho člověka ve věku nad 65 let. Mladé generace se tak budou muset potýkat např. s očekávanými většími výdaji, které v roce 2050 mohou dosáhnout až hranice 15 % HDP, na starobní důchody. Avšak zvýšení veřejných výdajů bude nutné např. ve zdravotní péči a v jiných oblastech.